# Cyathea nesiotica
Cyathea nesiotica là một loài thực vật có mạch trong họ Cyatheaceae. Loài này được (Maxon) Domin mô tả khoa học đầu tiên năm 1930.